# Heliophorus rufonotata
Heliophorus rufonotata är en fjärilsart som beskrevs av Hans Fruhstorfer 1908. Heliophorus rufonotata ingår i släktet Heliophorus och familjen juvelvingar. Inga underarter finns listade i Catalogue of Life.